# 데니스 페트라쇼프
데니스 예브게니예비치 페트라쇼프(러시아어: Дени́с Евге́ньевич Петрашо́в, 2000년 2월 1일~)는 키르기스스탄의 수영 선수로 주 종목은 평영과 자유형이다. 올림픽에 3회 참가했으며 세계 선수권 대회에서 동메달 1개를 획득했다. 그는 키르기스스탄 선수 최초로 세계 수영 선수권 대회 메달을 획득했다.

## 개인사
페트라쇼프의 아버지인 예브게니 페트라쇼프 또한 키르기스스탄 국가대표 수영 선수로 활동했다.